# Eriococcus festucarum
Eriococcus festucarum är en insektsart som beskrevs av Karl Hermann Leonhard Lindinger 1932. Eriococcus festucarum ingår i släktet Eriococcus och familjen filtsköldlöss. Inga underarter finns listade i Catalogue of Life.